# Comuna Moravče
Moravče (Občina Moravče) este o comună din Slovenia, cu o populație de 4.508 locuitori (2002).

## Localități
Dešen, Dole pod Sv. Trojico, Dole pri Krašcah, Drtija, Dvorje, Češnjice pri Moravčah, Gabrje pod Limbarsko Goro, Gora pri Pečah, Gorica, Goričica pri Moravčah, Hrastnik, Hrib nad Ribčami, Imenje, Katarija, Krašce, Križate, Limbarska Gora, Moravče, Mošenik, Negastrn, Peče, Ples, Podgorica pri Pečah, Podstran, Pogled, Pretrž, Prikrnica, Rudnik pri Moravčah, Selce pri Moravčah, Selo pri Moravčah, Serjuče, Soteska pri Moravčah, Spodnja Dobrava pri Moravčah, Spodnja Javoršica, Spodnji Prekar, Spodnji Tuštanj, Stegne, Straža pri Moravčah, Sveti Andrej, Velika vas, Vinje pri Moravčah, Vrhpolje pri Moravčah, Zalog pri Kresnicah, Zalog pri Moravčah, Zgornja Dobrava, Zgornja Javoršica, Zgornje Koseze, Zgornji Prekar, Zgornji Tuštanj